# Szombathely flygplats
Szombathely flygplats är en flygplats vid staden Szombathely i Ungern. Den ligger i provinsen Vas, i den västra delen av landet, 180 km väster om huvudstaden Budapest. Szombathely flygplats ligger 222 meter över havet.